# Korma (Białoruś)
Korma (biał. Карма, Karma; ros. Корма, Korma) – osiedle typu miejskiego na Białorusi w obwodzie homelskim, nad Sożem. Stolica administracyjna rejonu kormańskiego; 7,5 tys. mieszkańców (2010).

## Historia
Prywatne miasto szlacheckie początkowo położone w Rzeczypospolitej Obojga Narodów, w powiecie rzeczyckim województwa mińskiego. W XVII w. należało do starostwa homelskiego. Po I rozbiorze Polski w 1772 została przyłączona do Rosji. W 1784 wymieniona jako miasteczko.
W XIX i w początkach XX w. miasteczko należące do Bykowskich, położone w Rosji, w guberni mohylewskiej, w powiecie rohaczewskim. W 1902 znajdowały się tu siedziba zarządu gminy Korma, cerkiew prawosławna, szkoła i 3 żydowskie domy modlitwy. Liczba mieszkańców w tym roku wynosiła 1090 osób, w tym 982 żydów, 106 prawosławnych i 2 katolików. Zamieszkiwali oni 149 domów.
Następnie w granicach Związku Sowieckiego. 
Podczas okupacji hitlerowskiej, w sierpniu 1941 roku Niemcy utworzyli getto dla żydowskich mieszkańców. Przebywało w nim około 1000 osób. 8 listopada 1941 roku Niemcy zlikwidowali getto, a Żydów zamordowali w okolicy miasta. 
Od 1991 w niepodległej Białorusi.